# Праздники Мьянмы
Праздники в Бирме (Мьянме)
Праздники, даты которых меняются в соответствии с бирманским лунным календарём, отмечены курсивом, в скобках — дата вокруг которой перемещается праздник.
Праздники со стабильной датой выделены .
| Даты (2008—2009)              | Русское название                      | Бирманское название  | Примечание                                                                           |
| ----------------------------- | ------------------------------------- | -------------------- | ------------------------------------------------------------------------------------ |
| 27 декабря 2008               | Кайинский (каренский) Новый год       | Kayin hnithiku       | Новый Год каренов                                                                    |
| 4 января 2010                 | День Независимости                    | လွတ်လပ်ရေးနေ့               | независимость от Британской империи в 1948                                           |
| 12 февраля 2010               | День Союза                            | ပင်လုံစာချုပ်               | годовщина Панлонской конференции в 1947                                              |
| 2 марта                       | Крестьянский праздник                 | တောင်သူလယ်သမားနေ့             | годовщина переворота Не Вина                                                         |
| Март, даты меняются (1 марта) | Полнолуние Табаунга                   | တပေါင်းလပြည့်နေ့              | Фестиваль у Пагоды                                                                   |
| 27 марта                      | День Вооружённых сил Мьянмы — Татмадо | တပ်မတော်နေ့                | бывший день Сопротивления (против японской оккупации 1945)                           |
| 13 — 16 апреля (1 апреля)     | Водяной Фестиваль                     | သင်္ကြန်                 | предвещает бирманский Новый год                                                      |
| 17-21 апреля (1 апреля)       | Бирманский Новый год                  | Hnit hsan ta yet nei | Новый Год по Бирманскому календарю                                                   |
| 1 мая                         | День Труда                            | ကမ္ဘာ့အလုပ်သမားနေ့            |                                                                                      |
| 8 мая                         | Полнолуние Касона                     | ကဆုန်လပြည့်နေ့              | годовщина рождения, Просветления и Паринирваны Будды отмечается поливом Дерево Бодхи |
| 6 июля (1 июля)               | Начало буддистского поста — Васса     | ဝါတွင်း                  |                                                                                      |
| 19 июля                       | День мучеников                        | အာဇာနည်နေ့                | в память об убийстве Аун Сан и членов кабинета министров в 1947                      |
| 3 октября (1 октября)         | Конец буддистского поста              | Thadingyut           | Фестиваль света                                                                      |
| октябрь — ноябрь              | Дивали                                | ဒေပါဝါလီနေ့                |                                                                                      |
| 1 Ноября                      | Фестиваль Тазаундаин                  | တန်ဆောင်မုန်းလပြည့်နေ့           | День бумажных фонариков и горящих воздушных шаров                                    |
| 11 ноября (1 ноября)          | Национальный праздник                 | အမျိုးသားနေ့                 | годовщина студенческой стачки 1920 года.                                             |
| 16 декабря                    | Кайинский (каренский) Новый год       | ခရစ်စမတ်နေ့              | Новый Год каренов                                                                    |
| 25 декабря                    | Рождество                             | ခရစ္စမတ်               |                                                                                      |
| декабрь — январь              | Ид уль-Фитр                           | Id nei               |                                                                                      |

- Лунный календарь, содержащий даты праздников, издаётся Министерством сельского хозяйства и ирригации Мьянмы